# Andriy Rusol
Andriy Anatoliyovych Rusol - em ucraniano Андрій Анатолійович Русол (Kirovohrad, 16 de janeiro de 1983) - é um futebolista ucraniano, que joga na posição de zagueiro. Nos tempos de União Soviética, seu nome era russificado para Andrey Anatolyevich Rusol (Андрей Анатольевич Русол).
Iniciou a carreira aos 15 anos, jogando desde 2003 no Dnipro Dnipropetrovs'k, que terminou a primeira metade da atual edição do campeonato ucraniano na liderança. Entretanto, perdeu força no segundo. O campeão acabou sendo o Shakhtar Donets'k.
Integrou a Seleção Ucraniana que jogou seu primeiro mundial como país independente, na Copa do Mundo 2006. Assim como o resto do time, não fez uma boa estréia, no jogo em que a Espanha goleou por 4 a 0. Estava na barreira em falta a ser cobrada por David Villa, desviando para o gol o chute deste, no que foi o segundo gol espanhol. Entretanto, redimiu-se na partida seguinte, contra a Seleção Saudita, ao marcar, aos quatro minutos de jogo, o primeiro gol do país em uma Copa do Mundo. Agora foi a vez de a Ucrânia aplicar um 4 a 0, e seu gol fez inclusive seu pai, Anatoliy Rusol, ganhar uma aposta. A equipe, mesmo sem ter sido brilhante, só seria eliminada nas quartas-de-final. 